# Toyohiro Akiyama
Pour les articles homonymes, voir Akiyama.
Toyohiro Akiyama (秋山 豊寛, Akiyama Toyohiro), né le 22 juillet 1942, est le premier spationaute japonais.

## Biographie
Il a travaillé pour Tokyo Broadcasting System (TBS) qui organisa son vol vers la station spatiale Mir.

## Vols réalisés
Il réalise un unique vol, du 2 au 10 décembre 1990, à bord de Soyouz TM-11 (avec retour sur Soyouz TM-10), en tant qu'expérimentateur.
Son voyage a été parrainé par TBS. Les termes exacts de l'accord n'ont pas été révélés, mais les autorités soviétiques ont affirmé avoir reçu 14 millions de dollars américains (les autres estimations se situent entre 10 et 12 millions de dollars), et les dépenses totales du voyage et de l'émission qui en a résulté pour TBS auraient dépassé 20 millions de dollars. C'est le premier vol spatial commercial de l'histoire.

## Honneur
L'astéroïde (4714) 1989 SH, découvert le 29 septembre 1989 par Tetsuya Fujii et Kazurō Watanabe, a été nommé en son honneur le 10 novembre 1992 et est connu depuis lors en tant que (4714) Toyohiro.